# Williamson (Iowa)
Williamson és una població dels Estats Units a l'estat d'Iowa. Segons el cens del 2000 tenia 163 habitants.

## Demografia
Segons el cens del 2000, Williamson tenia 163 habitants, 71 habitatges, i 46 famílies. La densitat de població era de 196,7 habitants/km².
Dels 71 habitatges en un 25,4% hi vivien nens de menys de 18 anys, en un 43,7% hi vivien parelles casades, en un 8,5% dones solteres, i en un 35,2% no eren unitats familiars. En el 31% dels habitatges hi vivien persones soles el 14,1% de les quals corresponia a persones de 65 anys o més que vivien soles. El nombre mitjà de persones vivint en cada habitatge era de 2,3 i el nombre mitjà de persones que vivien en cada família era de 2,76.
Per edats la població es repartia de la següent manera: un 23,3% tenia menys de 18 anys, un 7,4% entre 18 i 24, un 27% entre 25 i 44, un 25,2% de 45 a 60 i un 17,2% 65 anys o més.
L'edat mediana era de 39 anys. Per cada 100 dones de 18 o més anys hi havia 115,5 homes.
La renda mediana per habitatge era de 20.000 $ i la renda mediana per família de 25.833 $. Els homes tenien una renda mediana de 23.750 $ mentre que les dones 22.083 $. La renda per capita de la població era de 10.456 $. Entorn del 28,6% de les famílies i el 26,2% de la població estaven per davall del llindar de pobresa.

## Poblacions més properes
El següent diagrama mostra les poblacions més properes.